# Livia bifasciata
Livia bifasciata  (лат.) — вид полужесткокрылых насекомых-листоблошек рода Livia из семейства Liviidae.

## Распространение
Северная Америка: Канада и США.

## Описание
Мелкие листоблошковые насекомые с прыгательными задними ногами. 
Питаются соками растений, таких как Juncus canadensis
(семейство Ситниковые, порядок Злакоцветные).
Вид был впервые описан в 1886 году канадским энтомологом Леоном Прованшером (Léon Abel Provancher, 1820-1892) и ранее относился к семейству Psyllidae. Включён в состав рода Livia Latreille, 1802 вместе с видами L. aba Caldwell 1940, L. caricis  Crawford 1914, L. coloradensis  Crawford 1914, L. crawfordi Hodkinson & Bird, 2000, L. crefeldensis  Mink, 1855, L. fimbriata  (Heslop-Harrison, 1949), L. junci  (Schrank 1789), L. khaziensis  Heslop-Harrison, 1949, L. limbata  (Waga, 1842), L. maculipennis  (Fitch 1857), L. marginata  Patch 1912, L. mediterranea  Loginova, 1974, L. mexicana  Caldwell, 1944, L. nigra  Klimaszewski 1964, L. ohioensis  Caldwell 1938, L. omissa  (Heslop-Harrison, 1949), L. opaqua  Caldwell 1938, L. vernaliforma  Caldwell, 1940, L. vernalis  Fitch 1851, и другими.